# 迈尔斯城 (蒙大拿州)
迈尔斯城（Miles City）位于美国蒙大拿州东部，是卡斯特县的县治所在。